# Pinelema
Pinelema es un género de arañas asiáticas de la familia Telemidae.

## Especies
- Pinelema adunca (Wang & Li, 2010)
- Pinelema bailongensis Wang & Li, 2012
- Pinelema bella (Tong & Li, 2008)
- Pinelema bifida (Lin & Li, 2010)
- Pinelema biyunensis (Wang & Li, 2010)
- Pinelema breviseta (Tong & Li, 2008)
- Pinelema cheni Zhao & Li, 2018
- Pinelema circularis (Tong & Li, 2008)
- Pinelema claviformis (Tong & Li, 2008)
- Pinelema conglobare (Lin & Li, 2010)
- Pinelema cordata (Wang & Li, 2010)
- Pinelema cucphongensis (Lin, Pham & Li, 2009)
- Pinelema cucurbitina (Wang & Li, 2010)
- Pinelema cunfengensis Zhao & Li, 2017
- Pinelema curcici Wang & Li, 2016
- Pinelema daguaiwan Zhao & Li, 2020
- Pinelema damtaoensis Zhao & Li, 2018
- Pinelema dengi (Tong & Li, 2008)
- Pinelema dongbei (Wang & Ran, 1998)
- Pinelema exiloculata (Lin, Pham & Li, 2009)
- Pinelema feilong (Chen & Zhu, 2009)
- Pinelema grandidens (Tong & Li, 2008)
- Pinelema huobaensis Wang & Li, 2016
- Pinelema huoyan Zhao & Li, 2018
- Pinelema laensis Zhao & Li, 2018
- Pinelema liangxi (Zhu & Chen, 2002)
- Pinelema lizhuang Zhao & Li, 2018
- Pinelema mikrosphaira (Wang & Li, 2010)
- Pinelema mulunensis Chen & Xu, 2021
- Pinelema nuocnutensis Zhao & Li, 2018
- Pinelema oculata (Tong & Li, 2008)
- Pinelema pacchanensis Zhao & Li, 2018
- Pinelema pedati (Lin & Li, 2010)
- Pinelema podiensis Zhao & Li, 2017
- Pinelema qingfengensis Zhao & Li, 2017
- Pinelema renalis (Wang & Li, 2010)
- Pinelema shiba Zhao & Li, 2020
- Pinelema spina (Tong & Li, 2008)
- Pinelema spinafemora (Lin & Li, 2010)
- Pinelema spirae (Lin & Li, 2010)
- Pinelema spirulata Zhao & Li, 2018
- Pinelema strentarsi (Lin & Li, 2010)
- Pinelema tham Zhao & Li, 2020
- Pinelema tortutheca (Lin & Li, 2010)
- Pinelema vesiculata (Lin & Li, 2010)
- Pinelema wangshang Zhao & Li, 2018
- Pinelema wenyang Zhao & Li, 2018
- Pinelema xiezi Zhao & Li, 2018
- Pinelema xiushuiensis Wang & Li, 2016
- Pinelema yaosaensis Wang & Li, 2016
- Pinelema yashanensis (Wang & Li, 2010)
- Pinelema yunchuni Zhao & Li, 2018
- Pinelema zhenzhuang Zhao & Li, 2018
- Pinelema zhewang (Chen & Zhu, 2009)
- Pinelema zonaria (Wang & Li, 2010)